# Kevin Magnussen
Kevin Jan Magnussen (sinh ngày 5 tháng 10 năm 1992) là một tay đua người Đan Mạch hiện đang đua cho đội đua Haas ở Công thức 1. Anh là con trai của nhà 4 vô địch 4 lần Le Mans và cựu tay đua Công thức 1 Jan Magnussen. Anh đã tham gia Chương trình Tay đua Trẻ của đội đua McLaren và cũng đua cho đội này vào giải đua xe Công thức 1 2014 trước khi chuyển sang đua cho Renault vào mùa giải 2016. Sau đó, Magnussen đua với Haas từ năm 2017 cho đến hết mùa giải 2020. Năm 2022, Magnussen quay trở lại đội đua Haas theo một hợp đồng kéo dài nhiều năm.

## Sự nghiệp

### Công thức 1 (2014-2020, từ năm 2022)

#### McLaren (2014-2015)

##### 2014: Mùa giải Công thức 1 đầu tiên
Magnussen đua cho đội McLaren trong mùa giải 2014, thay thế Sergio Pérez. Theo quy tắc mới được đưa ra cho mùa giải 2014, yêu cầu người lái xe chọn số ô tô để sử dụng trong sự nghiệp Công thức 1 của mìhh. Anh đua với số 20 vì đây là con số mà anh đã sử dụng trên chiếc xe DAMS của mình vào năm 2013 khi anh vô địch giải đua Công thức Renault 3,5.
Anh đã về nhì trong chặng đua đầu tiên của mình tại Úc, được hưởng lợi từ việc người về nhì ban đầu Daniel Ricciardo bị loại. Do đó, Magnussen đã trở thành người Đan Mạch đầu tiên đứng trên bục podium ở Công thức 1. Chiếc podium này cũng chính là chiếc đầu tiên của đội kể từ năm 2012. Trong suốt mùa giải, anh lấy điểm thêm 11 lần, phần lớn là kết thúc ở vị trí thứ chín hoặc thứ mười; mặc dù Magnussen đã cán đích ở vị trí thứ bảy ở Áo và Anh - những chặng đua đua mà anh ấy đã có kinh nghiệm trước đó từ các giải đua trước đó. Anh chỉ lọt vào top 5 một lần nữa, đứng thứ 5, tại Chặng đua GP Nga.
Trong khi đồng đội Jenson Button đứng thứ 8 với 126 điểm, Magnussen đứng thứ 11 với 55 điểm.

#### Thời gian đua với đội đua Renault (2016)
Sau khi được McLaren sa thải, Magnussen được xác nhận là đã thảo luận để đua cho đội đua Haas F1, trước khi Romain Grosjean và Esteban Gutiérrez được bổ nhiệm làm tay đua của đội. Magnussen được cho là cũng đang đàm phán về một chỗ đua tại Manor Racing.
Vào đầu năm 2016, các báo cáo chưa được xác nhận đã xuất hiện rằng Magnussen được chọn để thay thế Pastor Maldonado tại Renault sau khi hợp đồng của Maldonado hết hạn. Renault đã mua đội Lotus F1 và quay trở lại với môn thể thao này sau bốn năm gián đoạn. Renault sau đó xác nhận Magnussen đã tham gia năm 2016 với họ, hợp tác với tân binh Jolyon Palmer.
Trong các chặng đua đầu mùa giải, Magnussen bị hủy hoại bởi một chuỗi sự cố. Anh ấy bị nổ lốp ở vòng mở màn ở Australia và về đích ở vị trí thứ 12. Anh buộc phải xuất phát từ đường pit ở Bahrain sau khi không dừng để cân xe. Sau đó, anh đã bị va chạm trong buổi luyện tập tại Trung Quốc sau khi bị hỏng lốp và chỉ có thể kết thúc cuộc đua ở vị trí thứ 17. Magnussen đã va chạm với đồng đội Palmer ở Tây Ban Nha và nhận quả phạt đền lần thứ hai, sau đó tiếp tục va chạm ở Monaco với Daniil Kvyat trong cuộc đua. Anh buộc phải bỏ lỡ vòng phân hạng ở Canada sau khi bị va chạm một lần nữa trong buổi luyện tập và bắt đầu cuộc đua từ đường pit ở Azerbaijan khi xe của anh ấy được sửa đổi trong điều kiện parc fermé. Chặng đua GP Nga là một ngoại lệ đối với những sự cố này; sau khi vượt qua vòng loại thứ 17, anh ấy đã về đích ở vị trí thứ 7, đây cuối cùng sẽ là thành tích tốt nhất của Renault trong mùa giải.
Magnussen đã bị hỏng một thành phần động cơ ở những vòng cuối của chặng đua GP Anh. Anh bị va chạm ở tốc độ cao tại các vòng cua Eau Rouge–Raidillon khi đang chạy ở thứ 8 tại chặng đua GP Bỉ, gây thương tích nhẹ và mang về lá cờ đỏ. Magnussen giành điểm thứ hai và cũng là điểm cuối cùng của mùa giải với vị trí thứ 10 tại Singapore. Hai lần bỏ cuộc nữa đến trước khi mùa giải kết thúc; mất điện ở Malaysia và hư hỏng hệ thống treo lốp ở Abu Dhabi. 
Magnussen kết thúc mùa giải ở vị trí thứ 16 trong giải vô địch, ghi được bảy trong số tám điểm của Renault trong mùa giải đó.

#### Quay trở lại với dự bị (2021)
Magnussen đã tiến lùi bước vào tay đua dự bị có nhà tài trợ Nga, nhưng FIA đã kiến nghị kêu gọi sẽ quay trở lại chiếc ghế của đội đua trong năm 2022.

#### Quay trở lại với Haas (từ năm 2022)

##### 2022
Sau cuộc xâm lược của Nga vào Ukraine, Haas đã chấm dứt hợp đồng với tay đua người Nga Nikita Mazepin. Magnussen trở lại đội với tư cách thay thế Mazepin trong một hợp đồng nhiều năm, hợp tác với tay đua hiện tại Mick Schumacher cho mùa giải 2022. Trong lần trở lại với Haas tại Bahrain, Magnussen đã xuất phát ở vị trí thứ 7 và về thứ 5, ghi được 1 trong 5 lần lấy điểm tốt nhất trong lịch sử của Haas cho đến thời điểm đó. Trong Chặng đua GP Ả Rập Xê Út 2022, anh đã lọt vào Q3 và vượt qua vòng loại ở vị trí thứ mười. Sau đó, anh đã biến điều đó bằng cách cán đích ở vị trí thứ chín, lần đầu tiên giành được số điểm liên tiếp cho Haas kể từ năm 2019. Magnussen về thứ 10 tại Silverstone cùng với đồng đội của mình Mick Schumacher về thứ tám giúp Haas có cú đúp điểm đầu tiên kể từ chặng đua GP Đức 2019, và cặp đôi này sẽ tiếp tục hành trình này bằng cách ghi điểm một lần nữa ở vòng sau tại Áo, bất chấp động cơ của anh gặp sự cố các vấn đề trong cuộc đua. Tại Chặng đua GP São Paulo 2022, Magnussen đã giành vị trí pole đầu tiên của anh ấy cho Haas ở Công thức 1. Magnussen vượt qua vòng loại đầu tiên sau khi George Russell spin ở vòng cua 4, mang cờ đỏ khi điều kiện đường đua xấu đi, nghĩa là không tay đua nào có thể đặt thời gian nhanh hơn trước khi va chạm. Magnussen trở thành tay đua thứ hai trong lịch sử F1 lập pole cho một đội không phải Ferrari sử dụng động cơ Ferrari, 14 năm sau khi Sebastian Vettel làm được điều đó cho Toro Rosso tại Chặng đua GP Ý 2008. Anh cuối cùng đã hoàn thành cuộc đua sprint ở vị trí thứ 8, và đã bỏ cuộc chặng đua ở vòng mở màn sau một vụ va chạm với Daniel Ricciardo.

##### 2023
Magnussen tiếp tục với Haas với đồng đội mới Nico Hülkenberg, người đã thay thế Mick Schumacher.